# Малахова-Шишкина, Светлана Анатольевна
Светлана Анатольевна Малахова-Шишкина (род. 27 марта 1977 года, Серебрянск, Восточно-Казахстанская область, Казахская ССР) — казахстанская лыжница, участница четырёх Олимпиад, шестикратная чемпионка Азиатских игр, трёхкратная чемпионка Универсиад, многократная призёрка этих соревнований. Специалистка дистанционных гонок, предпочитает свободный стиль передвижения на лыжах, Заслуженный мастер спорта Республики Казахстан (2003).

## Карьера
В Кубке мира Малахова-Шишкина дебютировала в 1995 году, в феврале 2007 года единственный раз попала в тройку лучших на этапе Кубка мира. Кроме подиума на сегодняшний момент имеет 19 попадания в десятку лучших на этапах Кубка мира, 17 в командных соревнованиях и 2 в личных. Лучшим достижением Малаховой-Шишкиной в общем итоговом зачёте Кубка мира является 32-е место в сезоне 2005-06.
На Олимпиаде-1998 в Нагано заняла 30-е место в гонке на 30 км коньком, 35-е место в гонке на 5 км классикой, 49-е место в гонке на 15 км классикой, 42-е место в гонке преследования на 15 км и 12-е место в эстафете.
На Олимпиаде-2002 в Солт-Лейк-Сити стартовала в пяти гонках: масс-старт 15 км — 33-е место, 10 км классикой — 21-е место, гонка преследования на 10 км — 24-е место, 30 км классикой 16-е место и эстафета — 11-е место.
На Олимпиаде-2006 в Турине показала следующие результаты: дуатлон 7,5+7,5 км — 12-е место, 10 км классикой — 14 место, масс-старт 30 км — 40-е место, эстафета — 13 место.
На Олимпиаде-2010 в Ванкувере стала 10-й в гонке на 10 км коньком, 25-й в дуатлоне, 42-й в масс-старте на 30 км и 9-й в эстафете.
За свою карьеру принимала участие в восьми чемпионатах мира, лучший результат 4-е место в эстафете на чемпионате мира-2003, а в личных соревнованиях 7-е место в гонке на 10 км свободным стилем на чемпионате мира-2005.
Использует лыжи производства фирмы Fischer, ботинки и крепления Salomon.
По окончании сезона 2010/11 года завершила карьеру.